# スパン・オブ・コントロール
スパン・オブ・コントロールとは経営学用語の一つ。企業内でマネージャーとなっている者が直接に管理している部下の人数や業務の領域のことを言う。これの大きさは様々な事柄を要因として変化し、たとえば自身や自身の下に居る部下に課されている業務や教育レベルなどといった事柄の程度から、どれだけ多くの人間を指揮できるようになるかが決まってくるということである。部署の種別などから部下に課されるという業務がマニュアル的、画一的になるならばこのことから部下全員に同じ指導を行っていくということから管理できる人数が多くなるわけである。他には部下への権限を増やしたり、目標設定により自主的に行動ができるようになるなど自由度が高まることからも管理ができる範囲を広げることができる。